# جون هوكنز
جون هوكنز (بالإنجليزية: John Hawkins)‏ ( 1532 م - 1595 م ) قبطان إنجليزي. وهو أحد أنسباء فرانسيس دريك من مواليد ديفونشر . قضى سنوات طولاً في تجارة العبيد، فكان ينقل الزنوج من أفريقيا الغربية إلى الأمريكيتين لقاء المال . ثم انه انخرط في النوع نفسه من الغارات التي كان يقوم بها دريك على الأساطيل البحرية والمرافئ الإسبانية . وقد عين سنة 1573 م امين الخزينة في البحرية الملكية الإنكليزية، الأمر الذي مكنّه من تحسين الاسطول . غير ان الملكة اليزابيث الاولى لم تكن متحمسة لإنفاق المال كعادتها مما يضطر هوكنز في غالب الاحيان إلى إيجاد الاموال اللازمة لذلك شخصياً .
وكان من القادة البحريين الرئيسيين مع دريك ضد الأرمادا الإسبانية الضخمة التي دخلت القناة الإنجليزية سنة 1588 م . وقد انعمت عليه إليزابيث الأولى ملكة إنجلترا بلقب السر تكريماً له على خدماته .

## روابط خارجية
- جون هوكنز على موقع الموسوعة البريطانية (الإنجليزية)
- جون هوكنز على موقع إن إن دي بي (الإنجليزية)